# 坟坨镇
坟坨镇，是中华人民共和国河北省秦皇岛市抚宁区下辖的一个乡镇级行政单位。于2020年12月31日设立。

## 行政区划
坟坨镇下辖以下地区：
ID“Template:PRC admin/data/13/03/06/109/000”在系统中是未知的。请使用一个有效的实体ID。。